# Гиорги IV од Грузије
Георгије IV Грузијски или Георгије IV Сјајни (груз. გიორგი IV ლაშა; Табахмела, 1191 — Багаван, 18. јануар 1223) је био грузијски краљ (1213—1223) из династије Багратиона. Био је син Тамаре, највеће грузијске владарке, и њеног супруга Давида Сослана. Његова владавина представља почетак краја златног доба средњовековне Грузије.
После очеве смрти, 1207. године, мајка га је прогласила за савладара, али се његова власт простирала само на простор данашње грузијске покрајине Џавахетије, којом је управљао са седиштем у замку Аластани. Године 1210. угушио је побуну суседних муслиманских вазалних држава, да би по мајчиној смрти три године касније постао једини владар, преузевши томе сходну владарску титулу мепе, грузијски еквивалент титули краља. Владавина му је била испуњена успесима, чему сведочи и ипитет Сјајни, који му је био додељен. Спремао се и да узме учешћа у Петом крсташком рату, тако што би олакшао крсташима приморавајући муслимане да се боре на два фронта, олакшавајући тако испуњење главног циља, повратка Јерусалима од Ајубида. Међутим, у свему томе га је спречила инвазија Монгола, која је бацила тамну сенку на његову дотадашњу владавину.
Током освајања средње Азије, 1221. године, монголски генерали Субудај и Џебе обишли су Каспијско море у потрази за хорезмијским султаном Мухамедом II. Сазнавши да је он умро, затражили су и добили дозволу да се упуте на север, да открију шта се тамо налази и наишли на Грузију. Џебе је водио предводницу која је пробила грузијску одбрану. После векова ратовања са муслиманским суседима, Грузија се дичила одлично обученом и професионалном војском која је имала и предност домаћег терена. Тако је Георгије са војском кренуо у сусрет монголским нападачима, баш као што су били дочекиване и небројене туркменске и муслиманске војске пре њих. Џебеови Монголи су јурнули према Грузинима, испалили неколико рафала стрела, затим се окренули, сходно монголској Борби паса, симулирајући повлачење. Георгију и Ивану Мхаргдзелију, његовом атабегу и амирспасалару се учинило да су Монголи побегли у паничном нереду, па су, самоуверено, дозволили да се растуре редови и крене се у потеру за Монголима. Грузијски коњи су се постепено умарали под тешким оклопима и од напора дуге потере за напријатељем; како су слабији коњи заостајали, војска се постепено осипала и умирала.
Џебеови војници, који су се повлачили, одвели су Грузине право на редове другог монголског пука који је чекао под Субудајевим заповедништвом код Кунана. Субудајеви људи засули се Грузине кишом стрела, а Џебеови војници су узјахали одморне коње и вратили се у борбу. За свега неколико часова грузијска војска и аристократија била је у потпуности уништена. Земља је затим била сурово опљачкана. Сам Георгије је био рањен стрелом у груди и умро је рана задобијених у бици 18. јануара 1223. године у Багавану у Великој Јерменији. Сахрањен је у манастиру Светицховели или манастиру Гелати. На престолу га је наследила сестра Русудан, током чије владавине је Грузија била приморана да постане монголски вазал.
Георгије IV је био слободоуман владар, често критикован од стране конзервативног друштва. Племство и свештенство је одбило признати његову супругу за краљицу, пошто није била племенитог порекла. Краљ је на то био приморан да се разведе од ње, али је одбио да се ожени иједном другом. На тај начин се његов једини син, будући краљ Давид VII, сматрао нелегитимним. Георгије је описиван као храбар ратник и мудар владар, али је и критикован због, наводног, неморалног начина живота проведног у мистицизму или чак суфизму. Нагласак на негативне ствари његовог живота нарочито долази од тога како је завршена његова владавина. Тадашњи грузијски и јерменски хроничари су долазак Монгола протумачили као Божију казну. По њиховом тумачењу, Монголи су испунили Божију вољу и казнили народ, па их је Бог послао назад, кући.